# 抱茎鹿药
抱茎鹿药（学名：Maianthemum forrestii）是天门冬科舞鹤草属的植物。分布于中国大陆的云南等地，生长于海拔2,800米至3,200米的地区，见于林下，目前尚未由人工引种栽培。